# Pachysphinx occidentalis
Pachysphinx occidentalis är en fjärilsart som beskrevs av Edwards 1876. Pachysphinx occidentalis ingår i släktet Pachysphinx och familjen svärmare. Inga underarter finns listade i Catalogue of Life.

## Bildgalleri

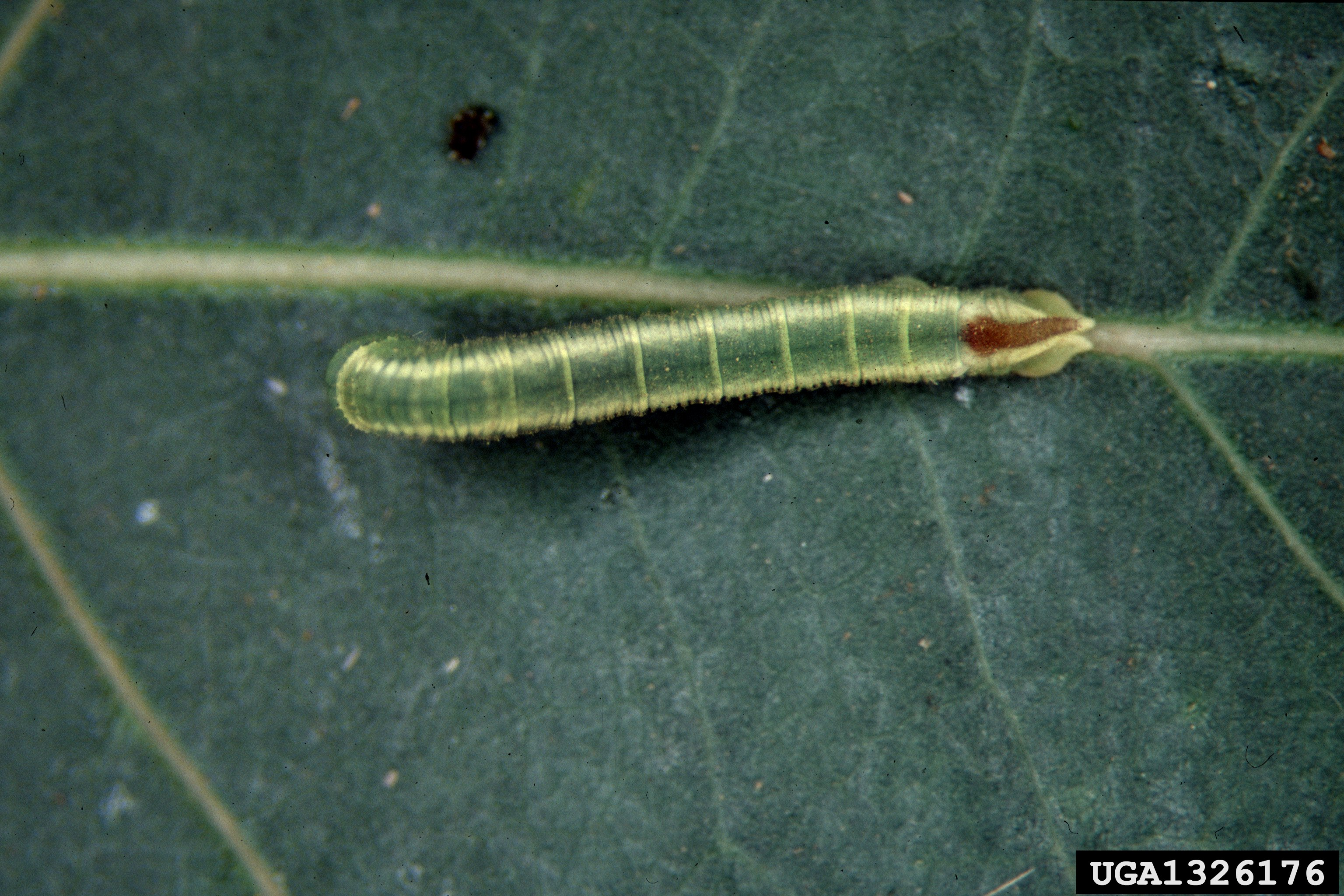
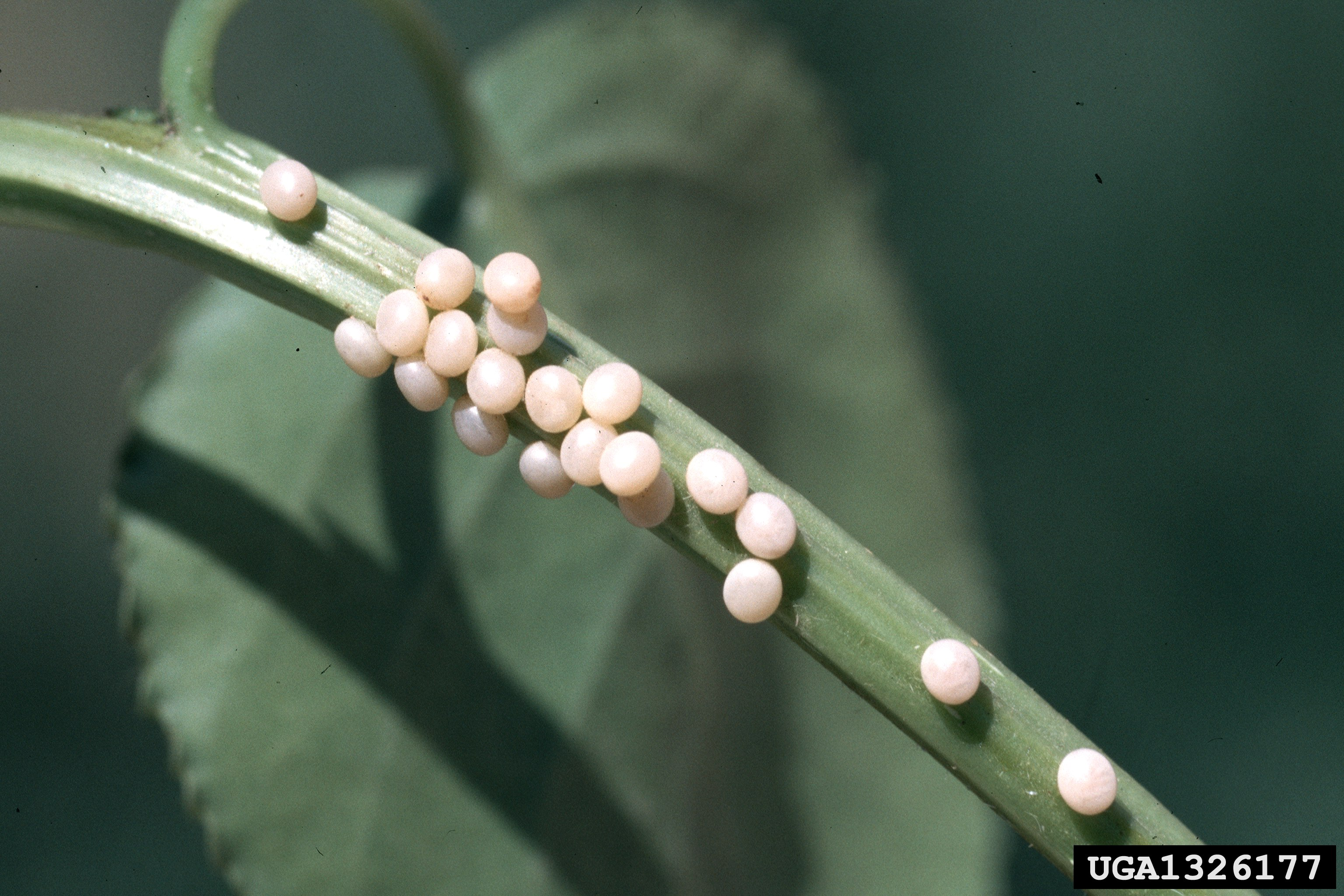
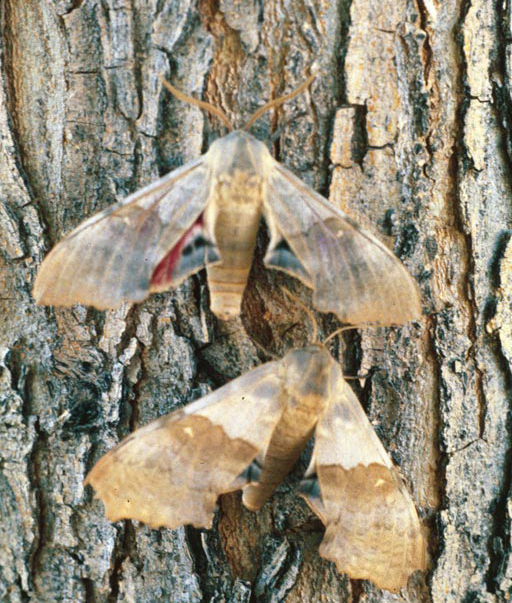